# Prochoriwka (Tscherkassy)
Prochoriwka (ukrainisch Прохорівка; russisch Прохоровка Prochorowka) ist ein Dorf in der ukrainischen Oblast Tscherkassy mit etwa 400 Einwohnern (2001).

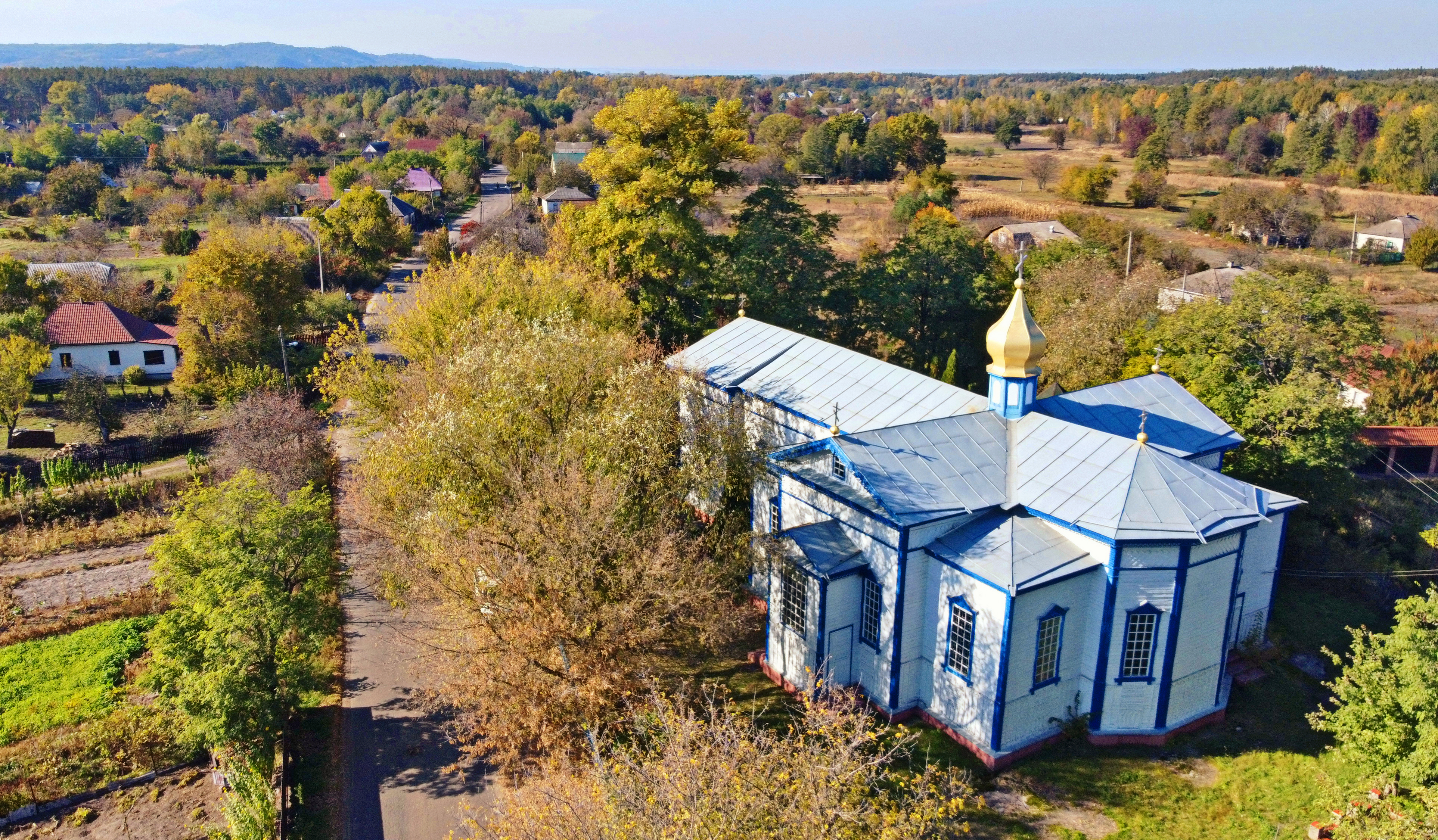
Kirche im Ort

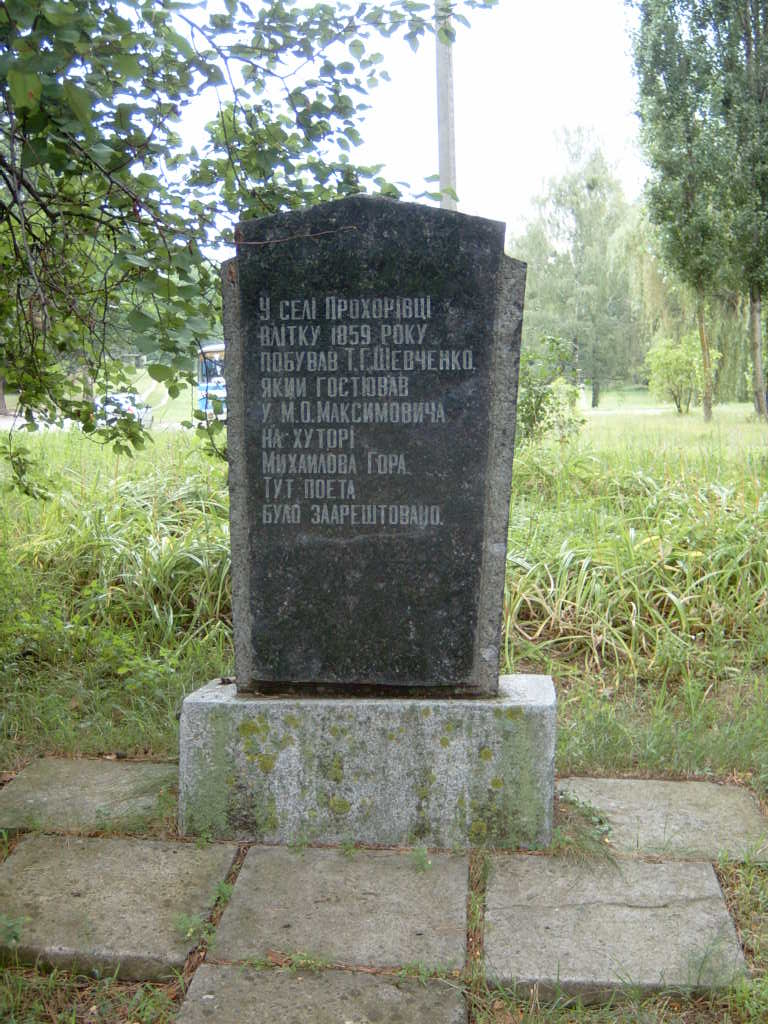
Gedenkstein an der Stelle von Schewtschenkos Verhaftung im Dorf

Das erstmals 1622 schriftlich erwähnte Dorf liegt am linken Ufer des Dnepr, 19 km über Straße südöstlich vom ehemaligen Rajonzentrum Kaniw und 75 km nordwestlich vom Oblastzentrum Tscherkassy. Durch das Dorf verläuft die Territorialstraße T–24–04.
Der Universitätsrektor, Schriftsteller und Wissenschaftler Mychajlo Maxymowytsch lebte auf dem Gebiet des Dorfes Prochoriwka im heute verlassene Weiler Mychajlowa Hora (Михайлова Гора). Er empfing hier 1859 seinen Freund Taras Schewtschenko, der Porträts von ihm und seiner Frau Maria malte und im Anschluss denunziert, verhaftet und schließlich endgültig aus der Ukraine ausgewiesen wurde.
Am 12. Juni 2020 wurde das Dorf ein Teil der Landgemeinde Lipljawe, bis dahin bildete es zusammen mit dem Dorf Suschky (Сушки) die Landratsgemeinde Prochoriwka (Прохорівська сільська рада/Prochoriwska silska rada) im Osten des Rajons Kaniw.
Am 12. Juni 2020 kam noch weitere 2 in der untenstehenden Tabelle aufgelisteten Dörfer.
Am 17. Juli 2020 kam es im Zuge einer großen Rajonsreform zum Anschluss des Rajonsgebietes an den Rajon Tscherkassy.

## Söhne und Töchter der Ortschaft
- Dmitri Petrowitsch Newerowski  (Дмитрий Петрович Неверовский; 1771–1813), russischer Generalleutnant
- Wassili Stepanowitsch Sawoiko (1812–1898), russischer Admiral